# Arenga porphyrocarpa
Arenga porphyrocarpa är en enhjärtbladig växtart som först beskrevs av Carl Ludwig von Blume och Carl Friedrich Philipp von Martius, och fick sitt nu gällande namn av Harold Emery Moore. Arenga porphyrocarpa ingår i släktet Arenga och familjen Arecaceae. Inga underarter finns listade i Catalogue of Life.